# دهستان دالا
دهستان دالا (به لاتین: Dala Gewog) یک دهستان در کشور بوتان است که در ناحیهٔ چوخا واقع شده‌است. دهستان دالا ۱۳۹٫۷ کیلومتر مربع مساحت دارد.